# Songavazzo
Songavazzo är en ort och kommun i provinsen Bergamo i regionen Lombardiet i Italien. Kommunen hade 722 invånare (2018).